# Abdoulaye Sangaré
Abdoulaye Sangaré (auch Abdoulahy Sangaré; * 14. Januar 1984 in Épinay-sur-Seine) ist ein mauretanischer Fußballspieler.

## Karriere

### Verein
Zu der Saison 2006/07 begann er seine Karriere bei Levallois SC. Anschließend spielte er für FC Saint-Leu und für Le Blanc-Mesnil SF.  In der Saison 2012/13 wechselte er zu der zweiten Mannschaft von Paris Saint-Germain und kam hier zu 15 Einsätzen. 2013 setzte er seine Laufbahn bei AS Poissy fort.

### Nationalmannschaft
Für die mauretanische Nationalmannschaft gab er am 10. September 2013 sein Debüt bei einem Freundschaftsspiel gegen Kanada, welches Mauretanien mit 1:0 gewinnen konnte.